# Таші Зангмо
Таші Зангмо (народилася прибл. 1963) — бутанська активістка, яка з 2009 року є виконавчим директором Фонду черниць Бутану (BNF).

## Біографія
Зангмо народилася 1963 року  у Вамронзі, Бутан. Вона була першою дитиною зі свого села, яка пішла до школи. Після закінчення навчання у 1980-х роках працювала секретарем на державній службі.
Вона здобула вчені ступені в Індії та США. Вона отримала ступінь буддології в Центральному інституті вищих тибетських досліджень (CIHTS), Варанасі та ступінь бакалавра з вивчення розвитку в коледжі Маунт Голіок, штат Массачусетс. Пізніше вона отримала ступінь магістра та доктора філософії в Массачусетському університеті в Емгерсті. Після навчання вона повернулася в Бутан де стала виконавчим директором Фонду черниць Бутану. БНФ був заснований у 2009 році королевою Бутану Тшерінга Янгдона.
У 2018 році Таші Зангмо була включена до списку 100 жінок ВВС.